# Annual Review of Clinical Psychology
Annual Review of Clinical Psychology – recenzowany periodyk naukowy ukazujący się raz w roku i zawierający prace przeglądowe z dziedziny psychologii klinicznej. Czasopismo zostało założone w 2005 roku, a jego wydawcą jest Annual Reviews.
Periodyk ma dwóch redaktorów naczelnych: Tyrona D. Cannona z Uniwersytetu Yale i Thomasa Widigera z Uniwersytetu Kentucky.
„Annual Review of Clinical Psychology” publikuje artykuły o badaniach naukowych, teoriach i stosowaniu zasad psychologicznych dotyczących zaburzeń psychicznych: schizofrenia, zaburzenia afektywne, lękowe, wieku dziecięcego, spowodowane używaniem substancji psychoaktywnych, poznawcze, osobowości. Czasopismo zawiera również informacje o diagnostyce i leczeniu zaburzeń oraz zagadnienia międzykulturowe, prawne i dotyczące polityki społecznej.
Wskaźnik cytowań czasopisma za rok 2015 wyniósł 12,214, plasując je na:
- 1. miejscu spośród 121 czasopism w kategorii „psychologia kliniczna”
- 3. miejscu wśród 76 czasopism w kategorii „psychologia”.

W polskim wykazie czasopism punktowanych przez Ministerstwo Nauki i Szkolnictwa Wyższego z 2015 roku „Annual Review of Clinical Psychology” otrzymało maksymalną liczbę punktów: 50.
SCImago Journal Rank periodyku za 2015 rok wyniósł 7,590, co dało mu:
- 1. miejsce spośród 252 periodyków w kategorii „psychologia kliniczna”
- 1. miejsce wśród 493 czasopism w kategorii „psychiatria i zdrowie psychiczne”.